# قائمة الجذور الطبية واللاحقات والبادئات
هذه قائمة الجذور الطبية و اللاحقات و البادئات (list of roots, suffixes, and prefixes )المستخدمة عموما في المصطلحات الطبية و معانيها و أصولها . معظمها عبارة عن أشكال مجمعة في المفردات اللاتينية الحديثة ، و بالتالي فهي تنتمي إلى المفردات العلمية الدولية . و هي تخضع لبعض القواعد العامة حول كيفية دمجهما. أولها، تحتوي البادئات واللاحقات ، والتي يشتق معظمها من اللغة اليونانية القديمة أو اللاتينية الكلاسيكية ، على حرف علة يمكن إسقاطه، عادةً -o- . كقاعدة عامة، يعمل هذا الحرف المتحرك دائمًا تقريبًا كجذع مشترك لربط جذرين ساكنين على سبيل المثال: arthr- + -o-</link> + -logy = arthrology ، و لكن بشكل عام، يتم حذف -o- عند الاتصال بجذع حرف العلة على سبيل المثال: arthr-</link> + -itis = التهاب المفاصل ، بدلاً من arthr-o-itis . ثانياً، الجذور الطبية عموماً ترتبط مع بعضها البعض وفقاً للغة، أي أن البادئات اليونانية تأتي مع اللواحق اليونانية، والبادئات اللاتينية تأتي مع اللواحق اللاتينية. على الرغم من أن المفردات العلمية الدولية ليست صارمة بشأن الفصل بين أشكال الجمع بين اللغات المختلفة، فمن المستحسن عند صياغة كلمات جديدة عدم خلط الجذور اللغوية المختلفة.

## البادئات و اللاحقات
فيما يلي قائمة لأبجدية البادئات و اللواحق الطبية، بالإضافة إلى معانيها و أصولها وأمثلة باللغة الإنجليزية.

### B
| bacillus | rod-shaped | Latin baculus, stick | عصوية جمرية                         |                                                    |             |
| bacteri- | Pertained to bacteria | عاثية الجراثيم، مبيد الجراثيم \|- ! النطاق = "صف" \| balan- \| من حشفة القضيب أو حشفة البظر \| اليونانية βάlectανος (قالب:Grc-transl)، بلوط، حشفة \| التهاب الحشفة \|- ! النطاق = "صف" \| bas- | من أو متعلق بالقاعدة                | اليونانية βάσις (قالب:Grc-transl)، الأساس، القاعدة | basolateral |
| bi-      | مرتين، مزدوج | اللاتينية bi- | الرؤية الثنائية، دراجة، ثنائي الجنس |                                                    |             |
| bio-     | الحياة | اليونانية βίος (قالب:Grc-transl) | علم الأحياء، بيولوجي                |                                                    |             |
| blast-   | تنبت أو برعم \| اليونانية βlectαστός (قالب:Grc-transl) \| القسيم الأرومي \|- ! النطاق = "صف" \| blephar(o)- \| من أو المتعلقة بالجفن \| اليونانية βlectέφαρον (قالب:Grc-transl), جفن \| تجميل الجفون \|- ! النطاق = "صف" \| brachi(o)- \| أو المتعلقة بالذراع \| اللاتينية bracchium، من اليونانية βραχίων (قالب:Grc-transl)، ذراع \| العضد من الأكيمة السفلية \|- ! النطاق = "صف" \| brachy- \| تشير إلى "قصير" أو أقل شيوعًا "قليل" \| اليونانية βραχύς (قالب:Grc-transl)، قصيرة، صغيرة، ضحلة \| عضدي الرأس \|- ! النطاق = "صف" \| برادي- \| بطيء \| اليونانية βραδύς (قالب:Grc-transl)، بطيء \| بطء القلب، bradyzoite \|- ! النطاق = "صف" \| bronch(i)- \| أو المتعلقة بـ القصبات الهوائية \| لاتينية bronchus; اليونانية βρόγχος (قالب:Grc-transl)، القصبة الهوائية \| التهاب القصبات الهوائية، التهاب القصيبات المسدودة \|- ! النطاق = "صف" \| bucc(o)- | من أو متعلق بـ الخد | اللاتينية bucca، الخد               | buccolabial                                        |             |
| burs(o)- | الجراب (كيس سائل بين العظام) | اللاتينية bursa، محفظة؛ اليونانية βύρσα (قالب:Grc-transl)، جلد، زقاق النبيذ | الجراب، التهاب الجراب               |                                                    |             |

### د
| dacry(o)-          | من أو متعلق بـ الدموع            | اليونانية δάκρυ، دمعة | التهاب غدة الدمع، التهاب كيس الدمع                        |                                |             |
| -dactyl(o)-        | من أو يتعلق بإصبع أو إصبع قدم    | اليونانية δάκτυλος (قالب:Grc-transl)، إصبع، إصبع قدم | dactylology، polydactyly                                  |                                |             |
| de-                | من، إلى أسفل، أو بعيدًا عن        | اللاتينية de- | dehydrate، demoteize، degrade                             |                                |             |
| dent-              | من أو يتعلق بالأسنان             | معجون الأسنان، طبيب أسنان، طب الأسنان, طب الأسنان \|- ! النطاق = "صف" \| dermat(o)-, derm(o)- \| من أو المتعلقة بالجلد \| اليونانية δέρμα, δέρματος (قالب:Grc-transl), جلد, جلد بشري \| الأمراض الجلدية، البشرة، تحت الجلد، جفاف الجلد \|- ! النطاق = "صف" \| -desis | ربط                                                       | يوناني δέσις (قالب:Grc-transl) | arthrodesis |
| dextr(o)-          | يمين، على الجانب الأيمن          | لاتيني dexter | dextrocardia                                              |                                |             |
| di-                | اثنان                            | يوناني δι- | diplopia,                                                 |                                |             |
| di-, dif-, dis-    | منفصل، فصل، تفكيك                | اللاتينية dis-, dif-, di- | تمدد، بعيد، مخفف، مختلف، تشريح                            |                                |             |
| dia-               | من خلال، أثناء، عبر              | اليونانية διά (قالب:Grc-transl)، من خلال، أثناء، عبر | غسيل الكلى                                                |                                |             |
| digit-             | من أو متعلق بالإصبع [نادرًا كجذر] | اللاتينية digitus، إصبع، إصبع قدم | digit                                                     |                                |             |
| diplo-             | ثنائي                            | اليونانية διπλόος (قالب:Grc-transl) | ثنائي الصيغة الصبغية، دبلوس                               |                                |             |
| -dipsia            | (حالة) العطش                     | اليونانية δίψα (قالب:Grc-transl) | هوس الشرب، فرط الشرب بالماء، قلة الشرب بالماء، كثرة الشرب |                                |             |
| dors(o)-، dors(i)- | من أو متعلق بالظهر               | اللاتينية dorsum، الظهر | dorsal، dorsocephalad                                     |                                |             |
| dromo-             | الجري، التوصيل، المسار           | اليونانية δρόμος (قالب:Grc-transl) | dromotropic، syndrome                                     |                                |             |
| duodeno-           | اثنا عشر                         | اللاتينية duodeni | ترقق الاثني عشر، duodenum                                 |                                |             |
| dura-              | صعب                              | اللاتينية durus | dura mater                                                |                                |             |
| dynam(o)-          | القوة، الطاقة، القدرة            | اليونانية δύναμις (قالب:Grc-transl) | مقياس قوة اليد، ديناميكيات                                |                                |             |
| -dynia             | ألم                              | يوناني ὀδύνη (قالب:Grc-transl) | ألم الفرج                                                 |                                |             |
| dys-               | سيء، صعب، معيب، غير طبيعي        | يوناني δυσ- (قالب:Grc-transl) | الزحار، عسر البلع، عسر الكلام                             |                                |             |

ǐ

### ف
| الإضافة | معنى                                          | اللغة الأصلية وأصل الكلمة                | مثال(أمثلة)                                                     |
| ------- | --------------------------------------------- | ---------------------------------------- | --------------------------------------------------------------- |
| faci-   | من أو متعلق بالوجه                            | الكلمة اللاتينية faciēs ، الوجه، المظهر  | شلل الوجه ، الوجه                                               |
| fibr-   | الفيبر                                        | لاتيني fibra ، ألياف، خيط، أحشاء         | لييف، فيبرين ، التهاب التامور الليفي ، الخلايا الليفية ، التليف |
| fil-    | ناعم، مثل الشعر                               | اللاتينية fīlum ، خيط                    | خيط، خيط طرفي                                                   |
| foramen | ثقب أو فتحة أو ثقب، خاصة في العظام            | forāmen اللاتينية                        | الثقب الكبير                                                    |
| -form   | تستخدم لتكوين الصفات التي تشير إلى "وجود شكل" | اللاتينية fōrma ، شكل، شكل               | صليبي الشكل، مسماري ، منجلي الشكل                               |
| fore-   | قبل أو أمام                                   | الإنجليزية القديمة fōr(e)- ، قبل، أمام   | مقدمة ، نذير                                                    |
| fossa   | منطقة مجوفة أو منخفضة؛ خندق أو قناة           | اللاتينية fossa ، خندق، حفرة             | الحفرة البيضاوية                                                |
| front-  | من أو متعلق بالجبهة                           | اللاتينية frōns ، front-</link> , الجبهة | جبهي أنفي                                                       |

### ج-ك
| الإضافة | معنى                          | اللغة الأصلية وأصل الكلمة                             | مثال(أمثلة)                    |
| ------- | ----------------------------- | ----------------------------------------------------- | ------------------------------ |
| juxta-  | بالقرب من، إلى جانب، أو بجانب | اللاتينية iuxta                                       | الجهاز المجاور للكبيبات        |
| kal-    | البوتاسيوم                    | اللاتينية الجديدة kalium ، البوتاسيوم                 | ارتفاع نسبة البوتاسيوم في الدم |
| kary-   | نواة                          | اليونانية κάρυον ( káruon )، الجوز                    | حقيقيات النوى                  |
| kerat-  | القرنية (العين أو الجلد)      | اليونانية κέρας ( kéras )، قرن                        | منظار القرنية                  |
| kine-   | حركة                          | اليونانية κινέω ( kinéō )، للتحرك، للتغيير            | إدراك الحركة ، إدراك الحركة    |
| koil-   | أجوف                          | اليونانية κοῖλος ( koîlos )                           | خلية خيطية                     |
| kyph-   | محدب                          | اليونانية κυφός ( kuphós )، منحني للأمام، منحني، أحدب | الجنف الحدابي                  |

### يو
| الإضافة     | معنى                              | اللغة الأصلية وأصول الكلمة                                                 | مثال(أمثلة) |
| ----------- | --------------------------------- | -------------------------------------------------------------------------- | --- |
| -ula ، -ule | صغير                              | اللاتينية                                                                  | عقدة |
| ultra-      | ما هو أبعد من ذلك، مفرط           | اللاتينية ultra                                                            | الموجات فوق الصوتية ، الأشعة فوق البنفسجية |
| umbilic-    | من أو متعلق بالسرة، السرة         | اللاتينية umbilīcus ، السرة، زر البطن                                      | السرة |
| ungui-      | من أو يتعلق بالظفر، المخلب        | اللاتينية unguis ، مسمار، مخلب                                             | ذو أظافر ، ذو أظافر |
| un(i)-      | واحد                              | لاتيني ūnus                                                                | فقدان السمع من جانب واحد |
| ur-         | من أو يتعلق بالبول، الجهاز البولي | اليونانية οὐρέω, οὐρεῖν</link> ( ouréō, oureîn ); οὖρον ( oûron ), بول     | مضاد لإدرار البول، مدر للبول ، عسر التبول ، سلس البول، كثرة التبول ، كثرة التبول، فرط تبول البول/ فرط تبول البول ، يوريمي، حالب، مجرى البول، طب المسالك البولية |
| urin-       | من أو يتعلق بالبول، الجهاز البولي | اللاتينية ūrīna ، البول <اليونانية οὖρον</link> ( oûron )، انظر ur- أعلاه. | مُبَوِّل |
| uter(o)-    | من أو متعلق بالرحم أو الرحم       | uterus اللاتيني، رحم، رحم                                                  | رَحِم |

### ڤي
| الإضافة       | معنى                                                 | اللغة الأصلية وأصل الكلمة                                       | مثال(أمثلة)                                      |
| ------------- | ---------------------------------------------------- | --------------------------------------------------------------- | ------------------------------------------------ |
| vagin-        | من أو متعلق بالمهبل                                  | اللاتينية vāgīna ، غمد، غمد؛ المهبل                             | ظهارة المهبل                                     |
| varic(o)-     | الوريد المتورم أو الملتوي                            | varix اللاتينية                                                 | دوالي المريء                                     |
| vas(o)-       | قناة، وعاء دموي                                      | الكلمة اللاتينية vās ، إناء، طبق، مزهرية                        | انقباض الأوعية الدموية                           |
| vasculo-      | وعاء دموي                                            | اللاتينية vāsculum                                              | القلب والأوعية الدموية                           |
| ven-          | من أو متعلق بالأوردة والدم الوريدي والجهاز الوعائي   | اللاتينية vēna ، الأوعية الدموية، الوريد                        | وريد ، تشنج وريدي                                |
| ventr(o)-     | من أو متعلق بالبطن، تجاويف المعدة                    | اللاتينية venter ، بطن، معدة، رحم                               | بطني ظهري                                        |
| ventricul(o)- | من البطينين أو متعلق بهما؛ أي منطقة مجوفة داخل العضو | اللاتينية ventriculus ، بطينات القلب، بطينات الدماغ             | تصوير البطينين القلبي ، العقدة الأذينية البطينية |
| -version      | تحول                                                 | versiō اللاتينية                                                | انقلاب أمامي ، انقلاب خلفي                       |
| vesic(o)-     | من أو متعلق بالمثانة                                 | اللاتينية vēsīca ، مثانة، نفطة                                  | الشرايين المثانية                                |
| viscer(o)-    | من أو المتعلقة بالأعضاء الداخلية، الأحشاء            | الكلمة اللاتينية viscus (جمع viscera</link> ), الأعضاء الداخلية | أحشاء                                            |

### إكس-زي
| الإضافة   | معنى                                        | اللغة الأصلية وأصل الكلمة                                                                   | مثال(أمثلة)                           |
| --------- | ------------------------------------------- | ------------------------------------------------------------------------------------------- | ------------------------------------- |
| xanth(o)- | ذو لون أصفر، وخاصة اللون الأصفر غير الطبيعي | اليونانية ξᾰνθός ( xanthós ) ، أصفر                                                         | اعتلال الزانثوباثي زانثلازما          |
| xen(o)-   | أجنبي، مختلف                                | اليونانية ξένος ( xénos )، أجنبي، غريب                                                      | زراعة الأعضاء الغريبة                 |
| xer(o)-   | جاف، مثل الصحراء                            | اليونانية ξηρός ( xērós )، جافة                                                             | جفاف الفم ، جفاف الجلد                |
| xiph-     | سيف                                         | اليونانية ξῐ́φος ( xíphos )، السيف                                                           | عضلة الصدر ، عضلة الخنجر ، ألم الخنجر |
| -y        | حالة أو عملية                               | اللاتينية -ia ، من اليونانية -ῐ́ᾱ ، -ειᾰ ( -íā, -eia )، لاحقات تستخدم لتكوين الأسماء المجردة | جراحة                                 |
| ze-       | غليان                                       | اليونانية ζέω ( zéō )، يغلي، يغلي، يغلي                                                     | الأكزيما                              |
| zo(o)-    | الحيوان، حياة الحيوان                       | اليونانية ζῷον ( zôion )                                                                    | علم الحيوان                           |
| zym(o)-   | التخمير                                     | اليونانية ζύμη ( zúmē ) والخميرة والخميرة                                                   | إنزيم ، ليسوزيم                       |

## المعاني بالإنجليزية
يحتوي هذا القسم على قوائم تصنيفات جذرية مختلفة على سبيل المثال: مكونات الجسم، الكمية، الوصف، وما إلى ذلك. يتم ترتيب هذه القوائم أبجديًا حسب معانيها بلإنجليزية، مع توفير الجذور اليونانية و اللاتينية المقابلة لها.

### جذور الجسم

#### جذور المفاهيم الجسدية
| مفهوم جسدي | الجذر اليوناني في اللغة الإنجليزية | الجذر اللاتيني في اللغة الإنجليزية | جذر آخر في اللغة الإنجليزية |
| ---------- | ---------------------------------- | ---------------------------------- | --------------------------- |
| الهضم      | -بيبسيا                            | -                                  | -                           |
| مرض        | -العاطفة                           | -                                  | -                           |
| أكل        | -الأكل                             | -فوري                              | -                           |

### جذور اللون
| لون         | الجذر اليوناني في اللغة الإنجليزية | الجذر اللاتيني في اللغة الإنجليزية | جذر آخر في اللغة الإنجليزية |
| ----------- | ---------------------------------- | ---------------------------------- | --------------------------- |
| black       | melan-                             | أتر-، زنجي-                        | -                           |
| blue        | cyan-                              | أزرق سماوي-                        | -                           |
| gold        | chrys-                             | أور-                               | -                           |
| gray ، grey | poli-                              | يستطيع-                            | -                           |
| green       | chlor-                             | فير-                               | -                           |
| purple      | بورفير-                            | أرجواني-، أرجواني-                 | -                           |
| red         | erythr- ، رود-                     | فرك-، - ، رُوف-                     | -                           |
| red-orange  | سيره-                              | -                                  | -                           |
| silver      | -                                  | فضي-                               | -                           |
| white       | لُوك-، لُوك-                         | ألب-، كاند-                        | -                           |
| yellow      | xanth-                             | نكهة-                              | jaun- ( فرنسي )             |

### جذور الموقف
| وصف                  | الجذر اليوناني في اللغة الإنجليزية | الجذر اللاتيني في اللغة الإنجليزية | جذر آخر في اللغة الإنجليزية |
| -------------------- | ---------------------------------- | ---------------------------------- | --------------------------- |
| around ، surrounding | محيط                               | محيط-                              | -                           |
| internal ، within    | إندو-                              | داخل-                              | -                           |
| left                 | ليفو-                              | لايف-، سينستر-                     | -                           |
| middle               | ميسو-، ميس-                        | ميديكال                            | -                           |
| right                | ديكسي-                             | ديكس-، ديكستر-، ديكسترو-           | -                           |

### بادئات الكمية أو المقدار
| وصف       | الجذر اليوناني في اللغة الإنجليزية | الجذر اللاتيني في اللغة الإنجليزية | جذر آخر في اللغة الإنجليزية |
| --------- | ---------------------------------- | ---------------------------------- | --------------------------- |
| double    | دبلوماسي                           | مضاعف                              | -                           |
| equal     | ايزو-                              | متساوي                             | -                           |
| few       | قليل-                              | قليل-                              | -                           |
| half      | نصفي                               | نصف-                               | نصف (فرنسي)                 |
| many much | متعدد                              | متعدد                              | -                           |
| twice     | ديس-                               | بِس-                                | -                           |

## روابط خارجية
- "الكلمات الجذرية والبادئات: مرجع سريع." LearnThatWord. ن ب، ن ب، ويب. 3 مارس 2013.